# Clavatula flammulata
Clavatula flammulata là một loài ốc biển, là động vật thân mềm chân bụng sống ở biển trong họ Clavatulidae.

## Hình ảnh

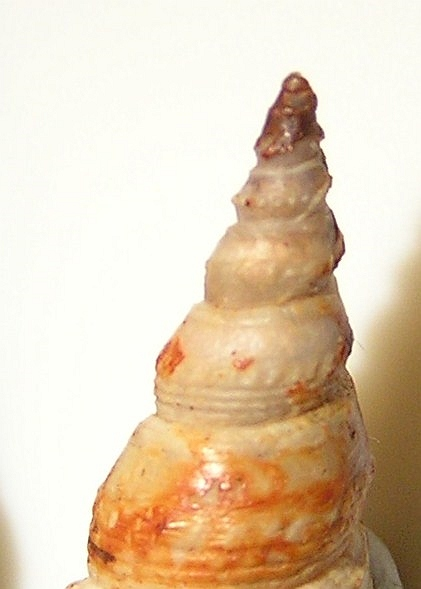
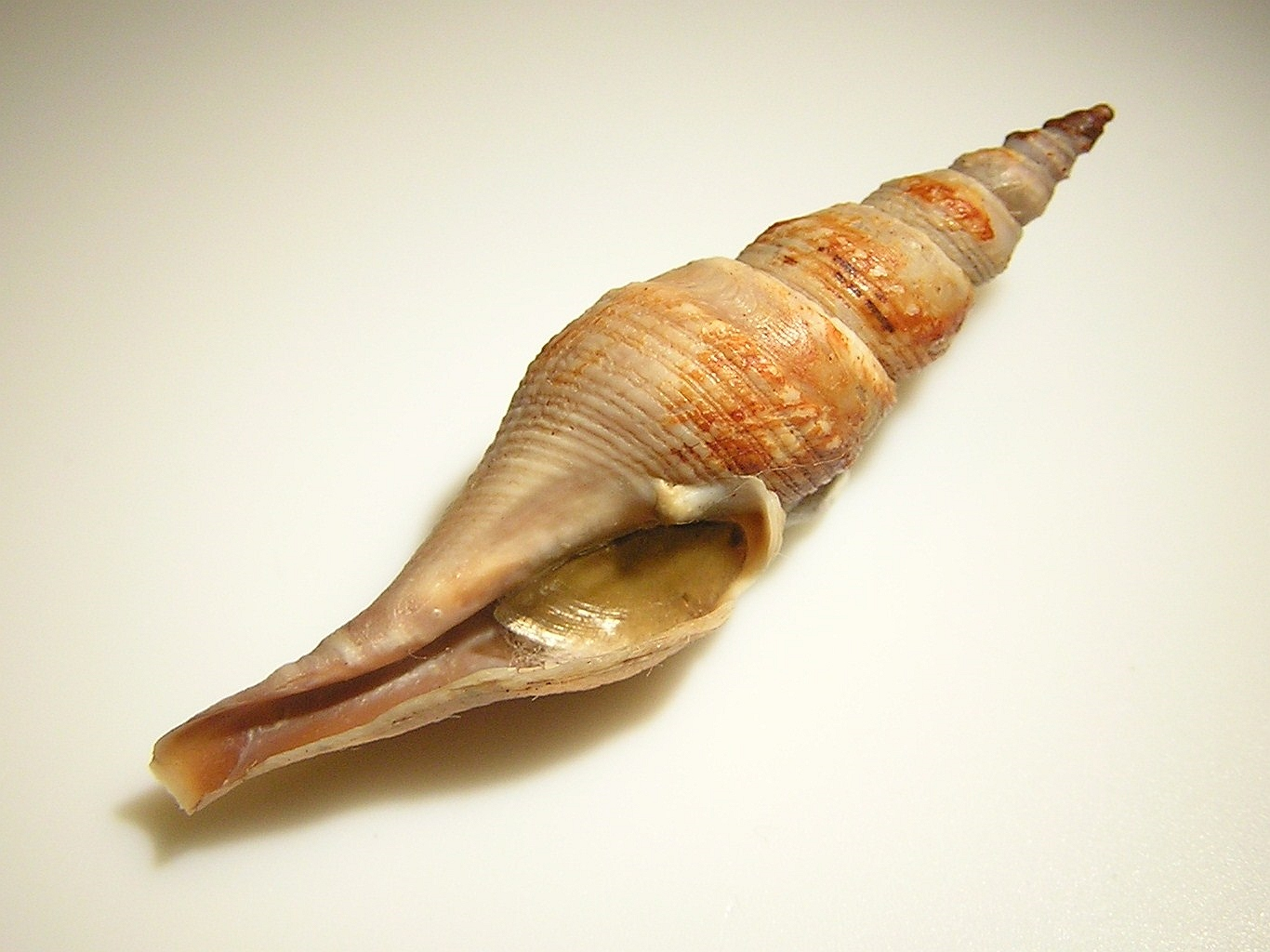